# Dave Shepherd
David Joseph „Dave“ Shepherd (* 7. Februar 1929 in Walthamstow, East London; † 15. Dezember 2016) war ein britischer Jazz-Klarinettist, stilistisch an Benny Goodman orientiert.

## Leben und Wirken
Shepherd, der Sohn eines semi-professionellen Pianisten war, begann mit 15 Jahren Klarinette zu spielen, unter dem Eindruck eines Konzerts der Freddy Mirfield’s Garbage Men, in denen der junge John Dankworth Klarinettist war. Shepherd spielte dann erste Gigs mit Freddy Randall, hatte Unterricht bei Randalls Klarinettist Bernie Izen und arbeitete im Tagesberuf als Stenotypist im Kriegsministerium. Seinen Militärdienst leistete er ab 1947 beim Rundfunk der britischen Streitkräfte (British Forces Network) in Hamburg ab. Neben seiner Tätigkeit beim Radio spielte er mit dem BFN-Quintett, wodurch er mit dem Jazz in Berührung kam. Nach seiner Entlassung aus der Armee arbeitete er ab 1949 in London weiter im War Office; daneben spielte er in zahlreichen Bands des Dixieland. Als er 1951 Mitglied der Band des Schlagzeugers Joe Daniels, den Hot Shots wurde, begann er professionell als Jazzmusiker zu arbeiten; es entstanden 1951 auch erste Plattenaufnahmen für Parlophone. Nach drei Jahren bei Daniels kehrte er zu Freddy Randall zurück, mit dem er eine langjährige Zusammenarbeit begann. 1953 nahm er erstmals unter eigenem Namen mit der Teddy Foster Big Band auf; gefolgt von der LP Salute to Benny Goodman. Dem Dave Shepherd Quartet gehörten Roy Davey (Vibraphon), Ken Penny (Piano) und Barry Morgan (Bass) an. Für Parlophone nahm er (u. a. mit Keith Christie und  Don Lusher)  Titel auf wie „Mama Don’t Allow It“ oder „I Wish I Could Shimmy Like My Sister Kate“.
Im Jahr 1956 zog Shepherd nach New York City, hatte Tagesjobs in Büros und konnte daneben als Musiker tätig sein. Nach seiner Rückkehr nach England spielte er mit dem George Chisholm/Keith Christie Quintet, im April 1957 mit dem in London gastierenden Gerry Mulligan Quartet. 1958 tourte er als Mitglied des Dill Jones Quartet durch Großbritannien, als Teil der ersten Jazz at the Philharmonic Tour in seinem Heimatland, mit Ella Fitzgerald und Oscar Peterson als den Stars der Truppe. In dieser Zeit hatte Shepherd Gelegenheit mit seiner Formation im BBC Radio aufzutreten, als Gast der Jimmy Young Show, in Round Midnight, Breakfast Special und in Music While You Work. Daneben  tourte er häufig in Deutschland Frankreich; er trat auch auf dem Montreux Jazz Festival auf. Ab 1967 arbeitete er mit Teddy Wilson, mit dem er im Königreich, aber auch 1973 in Südafrika tourte. In den 1970er-Jahren arbeitete er erneut mit Freddy Randall und arbeitete mit seinem eigenen, am Stil von Benny Goodman orientierten Quintett. Ab 1980 war er Leiter der von dem Impresario Peter Boizot zusammengestellten Formation Pizza Express All Stars, die im gleichnamigen Jazzclub in der Londoner Dean Street auftrat. Shepherd gehörte der Band in den nächsten Jahrzehnten an; daneben arbeitete er in einer Filmproduktionsfirma. 1996 zog er nach Hampshire; und spielte noch bis 2001 mit den All-Stars, außerdem mit Digby Fairweather’s Great British Jazz Band  (Swing That Music!, 2001). Letzte Aufnahmen entstanden 2004 mit Chris Walker Quintet in Hampshire. 2015 trat er letztmals mit den All-Stars auf. Im Bereich des Jazz war er zwischen 1951 und 2004 an 47 Aufnahmesessions beteiligt.

## Diskographische Hinweise
- Mr. Shepherd Plays Mr. Goodman (Rediffusion, 1970)
- Freddy Randall / Dave Shepherd Jazz All Stars Live at the Montreux Jazz Festival (Black Lieon, 1973)
- Benny Goodman Classics (Black Lion Records, 1975)
- Dixieland Classics (Black Lion Records, 1977)
- Teddy Wilson with the Dave Shepherd Quartet (Lake, ed. 2011)